# Montserrat Soler i Puntonet
Montserrat Soler i Puntonet (Figueres, 1929 - Lledó d'Empordà, 15 de juny de 2018) va ser una bibliotecària i professora de biblioteconomia catalana.
Va ingressar a l'Escola de Bibliotecàries el 1947, on va rebre la formació en Biblioteconomia i on es va diplomar el 1950, acabant els estudis amb el número u de la seva promoció. També va cursar estudis a l'Escola Normal de Barcelona, on es va fer mestra. La seva tesina final dels estudis, «Prensa de Figueras», es va publicar uns anys més tard, el 1954, a la revista Biblioteconomía. El 1951 s'inicia la seva carrera professional, després d'aprovar les oposicions al Cos de bibliotecaris de la Diputació de Barcelona, i començar a treballar a la Biblioteca de Catalunya, com a responsable de Servei Fotogràfic. Entre 1971 i 1978 dirigeix la Biblioteca Sofia Barat a Barcelona, i el 1978 retorna a la Biblioteca de Catalunya per treballar a la Secció de Catalogació, on romandrà fins a la seva jubilació el 1994. Durant uns anys també va treballar a la Biblioteca Josep Maria Figueras, l'actual Biblioteca del Pavelló de la República de la Universitat de Barcelona. A partir de l'any 1983, per encàrrec de Rosalia Guilleumas, directora del centre, s'ocupà de l'inventari i la catalogació del llegat de Jordi Rubió i Balaguer, que havia mort l'any anterior. Com a experta en la matèria, entre els anys 1972 i 1976, va exercir com a professora de Catalogació a l'Escola de Bibliotecàries.